# Michael Flanders
Michael Henry Flanders (1 de marzo de 1922 – 14 de abril de 1975) fue un actor, locutor, guionista e intérprete musical de nacionalidad británica, conocido sobre todo por formar junto a Donald Swann el dúo Flanders and Swann, dedicado a la interpretación de canciones cómicas.

## Biografía
Michael Flanders nació en Londres (Inglaterra), siendo su padre un actor y violinista profesional. Ya desde temprana edad la ambición de Flanders era dedicarse al teatro. Cursó estudios en la Westminster School, donde conoció a Donald Swann, y en el colegio Christ Church de Oxford, centro en el cual estudió historia a partir de 1940.
Mientras se encontraba en Oxford, Flanders empezó a trabajar como actor profesional, pero decidió entrar como voluntario en la fuerza de reserva de la Marina Real Británica. El barco en el que servía, el HMS Marne, fue torpedeado mientras se encontraba en la costa africana, al oeste de Gibraltar, en noviembre de 1942. Flanders sobrevivió al ataque y, más adelante, fue ascendido al empleo de sub-lieutenant (subteniente). Sin embargo, todavía sirviendo en la marina, contrajo la poliomielitis, motivo por el cual, a partir de 1943 y durante el resto de su vida, hubo de utilizar una silla de ruedas.
Incapaz de volver a la Christ Church para retomar sus estudios, Flanders encontró trabajo como locutor radiofónico. Una reunión casual con Swann en 1948 dio origen a su relación profesional. La pareja empezó a componer canciones para el productor del circuito teatral del West-End londinense Laurier Lister, escribiendo Swann la música y Flanders las letras. Sus canciones fueron interpretadas por artistas como Ian Wallace y Joyce Grenfell. Posteriormente escribieron dos revistas, At the Drop of a Hat y At the Drop of Another Hat, las cuales representaron por todo el mundo hasta separase profesionalmente en 1967.
Entre las canciones de mayor fama del dúo se incluyen "The Hippopotamus" ("Mud, mud, glorious mud") y "First and Second Law", composición en la que se ponía música a las leyes de la termodinámica. Uno de sus números más exitosos fue el subido de tono "Have Some Madeira, M'Dear". Sus canciones estaban dedicadas a temas diversos, como por ejemplo el transporte ("Slow Train", "The Last Tram", "A Transport of Delight," ésta sobre los ómnibus londinenses de doble piso), la vida animal ("The Wart-Hog", "The Gnu", "The Elephant", y muchas otras), inconveniencias comunes ("The Gas-Man Cometh"; "Motor Perpetuo", sobre aparcar un coche; "Song of Reproduction", sobre los fonógrafos de alta fidelidad), e incluso hubo canciones dedicadas a la música clásica como la irreverente "Guide to Britten" o una letra que Flanders escribió para el final del Concierto para trompa n.º 4 (Mozart) ("Ill Wind"). Algunas de sus canciones fueron también de carácter político, como "20 Tons of TNT" y "The War of 14-18" (traducción del tema de Georges Brassens "La guerre").
Aparte de su colaboración con Swann, Flanders fue un versátil libretista, actor y locutor. Escribió los textos de óperas cómicas como Three's Company y Christmas Story, y la cantata infantil Captain Noah and his Floating Zoo. En el teatro actuó en The Soldier's Tale y Ten Years Hard, y en el cine participó en las películas Doctor in Distress (1963) y The Raging Moon (1971). También actuó en variadas ocasiones para la radio y para la televisión, y en 1964 fue nombrado OBE.
La narración que llevó a cabo en la obra de Serguéi Prokófiev Pedro y el lobo fue, durante muchos años, uno de los discos destacados de EMI. Además, en sus últimos meses de vida trabajó para adaptar al inglés la obra infantil francesa Barbapapa.
Michael Flanders falleció súbitamente a causa de la rotura de un aneurisma cerebral el 14 de abril de 1975, mientras pasaba unas vacaciones en Betws-y-Coed, Gales. Le sobrevivieron su esposa, Claudia Cockburn (hija del periodista Claud Cockburn y Hope Hale Davis), y sus hijas Laura y Stephanie.
Sus restos fueron incinerados, y las cenizas dispersadas en terrenos de la Chiswick House, en el centro oeste de Londres, un lugar donde se sentaba a menudo por las tardes en sus últimos años de vida.

## Discografía

### Flanders & Swann
- 1957 - Excerpts from At The Drop of a Hat (EP)
- 1957 - More Excerpts from At The Drop of a Hat (EP)
- 1957 - More out of the Hat! (EP)
- 1959 - Little Drummer Boy/The Storke Carol (EP)
- 1960 - At The Drop of a Hat (producido por George Martin)
- 1961 - The Bestiary of Flanders & Swann (EP)
- 1964 - At The Drop of Another Hat (producido por George Martin)
- 1964 - Favourites from At The Drop of Another Hat (EP)
- 1964 - More out of the New Hat (EP)
- 1966 - EMI Comedy Classics
- 1967 - The Bestiary of Flanders & Swann (producido por George Martin)
- 1975 - And Then We Wrote...
- 1977 - Tried by the Centre Court
- 1994 - The Complete Flanders & Swann
- 1994 - A Transport of Delight: The Best of Flanders & Swann
- 1997 - More out of the Drop of a Hat - Again!
- 1999 - The Flanders and Swann Collection
- 2000 - A Drop of Hilarity from Flanders & Swann
- 2007 - Hat Trick: Flanders & Swann Collector's Edition

### En solitario
- 1953 - Three's Company (Michael Flanders y Anthony Hopkins)
- 1954 - The Soldier's Tale (Michael Flanders y Serguéi Prokófiev)
- 1959 - The Christmas Story (Michael Flanders y los Mike Sammes Singers)
- 1960 - Peter and the Wolf (Prokófiev, Michael Flanders como  narrador)
- 1962 - Touches of Sweet Harmony (Michael Flanders, lector)
- 1962 - Mark's Gospel (Michael Flanders, lector)
- 1963 - The Comedy of Errors (Michael Flanders, actor)
- 1963 - Elizabeth the Great (Michael Flanders, actor)
- 1972 - Captain Noah & His Floating Zoo (Michael Flanders y Joseph Horovitz)